# Theodor Ludwig Wilhelm von Bischoff
Theodor Ludwig Wilhelm von Bischoff (Hannover, 28 de outubro de 1807 — Munique, 5 de dezembro de 1882) foi um médico e biólogo alemão.